# Danganronpa V3: Killing Harmony
Danganronpa V3: Killing Harmony (NEWダンガンロンパV3 みんなのコロシアイ新学期 New Dangan Ronpa V3: Minna no Koroshiai Shin Gakki, lit. Nuevo Danganronpa V3: El nuevo semestre de asesinato de todos) es un videojuego de novela visual creada por Spike Chunsoft para PlayStation 4 y PlayStation Vita. Es el tercer título principal de la serie Danganronpa y el primero en la franquicia que se desarrollará para consolas caseras. El juego fue lanzado en Japón el 12 de enero de 2017 y en Norteamérica y Europa, en septiembre de 2017.

## Modo de Juego
Danganronpa V3 continúa el mismo estilo de juego que los dos primeros juegos de Danganronpa, que se divide en los segmentos de School Life, Deadly Life y Juicio Escolar. Durante School Life, los jugadores interactúan con otros personajes y progresan a través de la historia hasta encontrar un asesinato, después de lo cual Deadly Life empieza y el jugador debe reunir evidencia para utilizar en el Juicio Escolar. 
Al igual que en los anteriores juegos, los Juicios Escolares giran en torno al Non-Stop Debate, en el que todos los personajes discuten el caso, con el jugador obligado a usar Truth Bullets que contienen pruebas del caso que pueden ser utilizadas contra declaraciones destacadas que determinan si alguien está mintiendo o simplemente tiene información equivocada. Durante ciertos Non-Stop Debates, los jugadores pueden ahora usar Lie Bullets para dirigir la conversación a su conveniencia con información falsa. Volviendo de Danganronpa 2: Goodbye Despair está el Rebuttal Showdown, en el que el jugador deberá debatir cortando [literalmente) las palabras de un personaje específico el cual no está de acuerdo con las suposiciones.
Danganronpa V3 añade también nuevos elementos a los Juicios Escolares. Los Mass Panic Debates involucran a varios personajes hablando al mismo tiempo, haciendo que detectar la declaración incorrecta sea más difícil, mientras que los Debate Scrums tiene a los personajes argumentando unos contra otros divididos en dos grupos, requiriendo al jugador usar las declaraciones de su lado contra las del lado contrario. También se añaden nuevos minijuegos. Epiphany Anagram 3.0 requiere que los jugadores usen una "luz" para ver y escoger letras que juntadas en el correcto orden dan una respuesta. Esta es la tercera versión de Hangman's Gambit, minijuego incluido en las otras dos entregas principales de Danganronpa. Excavation Imagination es un juego de puzle que requiere que los jugadores eliminen unos bloques de colores para revelar una ilustración. Por último, Brain Drive ve a los jugadores conduciendo un coche, recolectando cartas que completan una pregunta que luego deberán de responder.

## Desarrollo
En marzo de 2015, en una entrevista, el escritor Kazutaka Kodaka habló de Danganronpa 3 y la posibilidad de hacer una historia de ciencia ficción ambientada en el futuro. "Si tuviera que hacer algo de ciencia ficción, las reglas de la naturaleza podrían cambiar. Al día de hoy no se puede ir a través de las paredes y las leyes de la naturaleza, pero, tal vez con una posible creación esas leyes se puedan doblar o ser alteradas. Entonces se podrían desarrollar asesinatos y trucos sobre la base de lo que la tecnología podría ser capáz en el futuro".
En ese momento, él mencionó que su plan actual era algo así como Regreso al futuro: Parte III, "dije de Regreso al futuro sólo porque me gusta el cine, pero supongo que pensando más en ello... ¿Te acuerdas de Volver a la futuro: Parte III?, a pesar de que van al Oeste la historia termina siendo una historia sobre el futuro. Me gusta la idea de ser capaz de jugar con líneas de tiempo". Esto había llevado a algunos fanáticos a especular que el tercer juego incluirá viajes en el tiempo.
El juego fue introducido por primera vez a finales del primer tráiler de Danganronpa Another Episode: Ultra Despair Girls, seguido de otro sumario y una completa revelación de juego durante la conferencia de prensa de Sony Computer Entertainment Japón Asia el 15 de septiembre de 2015.
En noviembre de 2015, Weekly Famitsu reveló nueva información sobre el juego: Al igual que el título de "Nuevo" indica, la visión del mundo de New Danganronpa V3 es completamente nuevo, y no se sigue a los personajes y el entorno que la academia Hope's Peak ha impuesto. También se utilizó el "New" para diferenciarlo del anime Danganronpa 3 debido a que se produjeron al mismo tiempo. La mascota de la serie, Monokuma y los sistemas básicos se dejarán intactos, pero se añadirán nuevas mascotas como los Monokubs, supuestos hijos de Monokuma.
El 2 de diciembre del 2015, Spike Chunsoft realizó un evento donde se anunció aún más nueva información sobre el juego. El nuevo entorno se reveló como el "Ultimate Academy for Gifted Juveniles" (Academia Definitiva para Jóvenes Dotados).

## Personajes
Kaede Akamatsu (赤松 楓 Akamatsu Kaede?)
 Seiyū: Sayaka Kanda
Es una joven intrépida y positiva, portadora del título Super High School Level Pianist (Estudiante Pianista Definitiva) (超高校級の「ピアニスト」?). Conoce a Shuichi Saihara al inicio del prólogo y mantienen una buena relación por el resto de este y el primer capítulo. A pesar de que ser positiva y tener iniciativa es un buen aspecto de su personalidad, a veces puede llevarla a tener mal entendidos con sus compañeros o a tomar malas decisiones, cosa que finalmente dispara en su contra al final del primer capítulo. A pesar de ser introducida como la protagonista de este juego, termina siendo una "protagonista falsa" (ya que termina siendo culpada de matar a Rantaro Amami, pero ella es inocente) y este título se le es luego otorgado a Shuichi Saihara.
Shuichi Saihara (最原 終一 Saihara Shūichi?)
 Seiyū: Megumi Hayashibara
Es un joven detective que a pesar de tener buenas habilidades deductivas tiende a sentirse inseguro de sí mismo; subestimándose y alegando que con suerte resolvió su primer caso. Entabla una buena amistad con Kaede Akamatsu a lo largo del primer capítulo, hasta que Kaede muere, momento que impactó negativamente a Shuichi quien a partir de ese instante es el "verdadero protagonista". Gracias al apoyo de sus compañeros logra superar su pérdida y junto a ellos y su habilidad como detective, está dispuesto a hacer lo posible para acabar el Juego de Matanza y vengar a todos sus compañeros muertos. Posee el título de Super High School Level Detective (Estudiante Detective Definitivo) (超高校級の「探偵」?), título que comparte con Kyoko Kirigiri, personaje de Danganronpa: Trigger Happy Havoc.
K1-B0 (キーボ Kībo?)
 Seiyū: Tetsuya Kakihara
Frecuentemente apodado como Kiibo o Keebo, K1-B0 es un robot humanoide de personalidad levemente tímida pero buenas intenciones. Posee el título de Super High School Level Robot (Estudiante Robot Definitivo) (超高校級の「ロボット」?). Fue creado por el profesor Idabashi, líder en el campo de construcción de robots, quien lo crio tal y como fuese su hijo (una de las razones de su comportamiento casi totalmente humano). A menudo se le puede ver ayudando a resolver algunos casos de maneras curiosas debido a sus capacidades como robot. A pesar de no tener un género concreto, se le es referido a lo largo del juego con pronombres masculinos.
Kaito Momota (百田 解斗 Momota Kaito?)
 Seiyū: Ryōhei Kimura
Kaito es un adolescente extrovertido y amigable, poseyente del título Super High School Level Astronaut (Estudiante Astronauta Definitivo) (超高校級の「宇宙飛行士」?). A pesar de mostrarse impulsivo o agresivo en ciertas ocasiones, se revela que en verdad es alguien de buenas intenciones y no hay algo que apoye tanto como la cooperación. Tiende a dar discursos "dramáticos" y "emocionales", ya sea para intentar animar a los demás o simplemente para alagarse a sí mismo, usualmente apodándose como el «Luminary of the Stars» (Luminario de las Estrellas). Él, Shuichi Saihara y Maki Harukawa construyen una fuerte amistad a lo largo del juego y suelen entrenar juntos en el horario nocturno.
Maki Harukawa (春川 魔姫 Harukawa Maki?)
 Seiyū: Maaya Sakamoto
Se trata de una chica hostil e introvertida, poseedora del título de Super High School Level Child Caregiver (Estudiante Niñera Definitiva) (超高校級の「保育士」?). Sus padres murieron mucho antes de que ella pudiera recordarlo, por lo que fue criada en un orfanato, esto llevándola a tomar cuidado de los niños menores. Aunque en comparación con sus otros compañeros se muestra desinteresada en el juego y las investigaciones, Maki ha demostrado tener buenas capacidades deductivas, siendo de gran utilidad en Juicios Escolares. En capítulos posteriores se es revelado que tiene otro título, siendo este el de Super High School Level Assassin (Estudiante Asesina Definitiva) (超高校級の「暗殺者」?), lo cual la llevó a ser separada del grupo y empezar a entrenar junto a Shuichi y Kaito.
Tenko Chabashira (茶柱転子 Chabashira Tenko?)
 Seiyū: Sora Tokui
Tenko es una chica hiperactiva que posee el título de Super High School Level Aikido Master (Estudiante Maestra de Aikido Definitiva) (超高校級の「保育士」?). Posee un particular disgusto hacia los hombres, usualmente llamándolos "Degenerate Males" (Machos Degenerados). Se hace rápidamente amiga de Himiko Yumeno (con quien parece tener un crush) y se muestra celosa hacia Angie Yonaga, quien también se vuelve amiga de Himiko. A pesar de mostrarse a la defensiva casi todo el tiempo (sobre todo cuando tiene a hombres cerca), Tenko ha demostrado ser bastante emocional, dulce y cuidadosa con aquellas personas a las que quiere y aprecia, alentando a Himiko a mostrar sus verdaderos sentimientos múltiples veces.
Kokichi Ouma (王馬 小吉 Ōma Kokichi?)
 Seiyū: Hiro Shimono
Kokichi es un joven intrépido, bromista y mentiroso, que asegura ser el Super High School Level Supreme Leader (Estudiante Líder Supremo Definitivo) (超高校級の「保育士」?). Constantemente se denomina como el dirigente de una "malvada organización secreta que cuenta con diez mil agentes dispersos por todo el mundo", y que gracias a esto, controla múltiples mafias e incluso países. Debido a su naturaleza engañosa, poco se puede confirmar sobre su pasado o sus intenciones, siendo constantemente un dolor de cabeza para múltiples personajes, cansados de siempre terminar enredados en los locos y traviesos planes de Kokichi. En los juicios siempre miente y es pesado con otros estudiantes, tal como podemos ver, en su muerte falsa en el Capítulo 3.
Ryoma Hoshi (星 竜馬 Hoshi Ryōma?)
 Seiyū: Akio Ōtsuka
Se trata de un tenista sobresaliente y habilidoso, lo cual le ha otorgado el título de Super High School Level Tennis Player (Estudiante Tenista Definitivo) (超高校級の「保育士」?). Pese a su apariencia infantil actúa de manera bastante madura y fría; mostrándose que ha pasado por muchos pesares los cuales lo han llevado a considerar que no tiene un propósito en la vida. Quedó envuelto en problemas con la mafia, por lo que tras la muerte de su familia a manos de esta decidió asesinar a sus miembros utilizando una bola de acero y su raqueta de tenis, lo cual le ha dado el apodo de "Killer Tenist" (Tenista Asesino) (殺人テニス?). Se sabe que debido a dicha masacre fue enviado a prisión.
Tsumugi Shirogane (白銀 つむぎ Shirogane Tsumugi?)
 Seiyū: Mikako Komatsu
Tsumugi es una chica despistada, amigable y bastante metida en sus hobbies. Recibe el título de Super High School Level Cosplayer (Estudiante Cosplayer Definitiva) (超高校級の「コスプレイヤー?). Pese a su actitud levemente introvertida, se emociona al hablar del cosplaying y demuestra que siente una gran pasión hacia su talento. También posee una gran admiración hacia personajes ficticios y hace múltiples referencias a animes a lo largo del juego. Después se revela que es la mastermind, persona que organizó el juego de asesinatos mutuos de estudiantes.
Rantaro Amami (天海 蘭太郎 Amami Rantarō?)
 Seiyū: Hikaru Midorikawa
Un chico relajado, paciente y amigable, pero también astuto y con un aura misteriosa rodeándolo. Al inicio no es capaz de recordar su talento, por lo que se le otorgó temporalmente el título de Super High School Level ??? (Estudiante ??? Definitivo) (超高校級の「???」?). A pesar de ser de los estudiantes con personalidad menos excéntricas, muchos estudiantes lo perciben como alguien misterioso, principalmente debido a que Rantaro suele decir cosas confusas y parece saber más de lo que deja entender.
Miu Iruma (入間 美兎 Iruma Miu?)
 Seiyū: Haruka Ishida
Miu es una joven egocéntrica, vulgar y burlona, la cual también ha demostrado ser muy inteligente e incluso, aunque disfrute de burlarse de otros, no suele soportar que se burlen de ella. Es poseedora del título de Super High School Level Inventor (Estudiante Inventora Definitiva) (超高校級の「発明家」?). Se considera a ella misma como una "Gorgeous Girl Genius with Golden Brains" (Maravillosa Genio con Cerebro de Oro), pues ha llegado a modificar un mundo virtual que ella y sus compañeros investigan en un momento dado del juego. Además de ello, construye varias invenciones y le hace mantenimientos a K1-B0.
Gonta Gokuhara (獄原 ゴン太 Gokuhara Gonta?)
 Seiyū: Shunsuke Takeuchi
Gonta es un joven que a pesar de su apariencia robusta y amenazante, es en realidad alguien bastante amable y caballeroso, pero a pesar de eso, tiene una mentalidad simple, inocente, por lo que casi siempre es manipulado por Kokichi Ouma. Le cuesta hablar de manera correcta, por lo que suele referirse a sí mismo en tercera persona y no conjuga los verbos. Debido a sus amplios conocimientos acerca de insectos se le otorgó el título de Super High School Level Entomologist (Estudiante Entomólogo Definitivo) (超高校級の「昆虫博士?). Su mala manera de hablar se debe a que de pequeño se perdió en un bosque y fue criado por lobos en un entorno salvaje, donde desarrolló su curiosidad hacia los insectos. 
Himiko Yumeno (夢野 秘密子 Yumeno Himiko?)
 Seiyū: Aimi Tanaka
Es una joven que actúa de manera perezosa y aniñada, pero habilidosa al momento de realizar trucos de magia siendo la Super High School Level Magician (Estudiante Maga Definitiva) (超高校級の「マジシャン」?), aunque asegura ser más bien una hechicera, y declara que la magia es real. Entabla una amistad con Tenko Chabashira y Angie Yonaga a lo largo de la historia y demuestra poder decaerse con facilidad si es que no se mantiene distraída, utilizando la religión de Angie como escapismo de la realidad.
Korekiyo Shinguji (真宮寺 是清 Shingūji Korekiyo?)
 Seiyū: Kenichi Suzumura
Apodado "Kiyo" por otros estudiantes, recibe el título del Super High School Level Anthropologist (Estudiante Antropólogo Definitivo) (超高校級の「民俗学者」?). Se le presenta como alguien distante y algo espeluznante para algunos compañeros. Asegura que toda la humanidad es "hermosa", incluyendo sus partes "feas" y se muestra muy apasionado por distintas culturas y rituales, a veces dando charlas de su conocimiento cuando la oportunidad aparece.
Angie Yonaga (夜長 アンジー Yonaga Anjī?)
 Seiyū: Minori Suzuki
Angie es una chica alegre y fuertemente creyente de un dios llamado Atua, de quien asegura recibir mensajes divinos. Presenta una gran destreza en varias actividades artísticas, lo cual le otorgó el título de Super High School Level Art Club Member (Estudiante Artista Definitiva) (超高校級の「美術部」?). Algunos la consideran un "peligro" debido a que suele decir o hacer cosas, siempre justificándose con que "Atua se lo pidió", además de que cree firmemente que está bajo su protección.
Kirumi Tojo (東条 斬美 Tojō Kirumi?)
 Seiyū: Kikuko Inoue
Kirumi es una adolescente seria y disciplinada, apasionada a la limpieza y a los cuidados de hogar. Tiene el título de Super High School Level Maid (Estudiante Sirviente Definitiva) (超高校級の「メイド」?). Gana rápidamente el cariño y la confianza de sus compañeros debido a que es ella quien prepara las comidas, limpia y ofrece parte de su tiempo a ayudarlos en lo que sea necesario. Demuestra ser bastante inteligente, teniendo un vocabulario avanzado y ayudando en Juicios Escolares e investigaciones.

## Prólogo
Controlas a Kaede Akamatsu quien aparece en un casillero, después se encuentra a Shuichi Saihara, al salir de la clase encuentran una gran máquina dirigida por Monosuke (la máquina se llama Exisal), después de salir corriendo junto a Saihara llegas a un gimnasio similar al de Danganronpa: Trigger Happy Havoc, entonces los Monokuma Kubs salen de sus máquinas y se presentan, después aparece Monokuma entonces les dicen que les han borrado la memoria, de pronto la ropa de todos se transforma y aparecen con la vestimenta con los que se les ve en la portada todos se muestran muy confundidos y Kaede se hace portavoz pidiendo explicaciones, Monosuke les explica que les están devolviendo los recuerdos y que pronto lo recordarán todo, todos se desmayan.
Kaede vuelve a despertar en el casillero y poco después lo hace Saihara, Kaede le dice que le suena de algo, Saihara responde lo mismo, acaban hablando sobre sus talentos, Kaede le dice que lleva toda la vida tocando el piano dada su inteligencia y su curiosidad empezó a tocar el piano de juguete, sus padres al ver su gran talento le compraron un piano de verdad, llevaba tocando desde los 5 años y al crecer le invitaron a una orquesta famosa, a pesar de sus éxitos la siguen llamando "La Loca del Piano", Saihara dice que no se merece su talento (Detective Definitivo), ya que solo pudo resolver algunos casos por suerte.